# Olivier De Cock
Pour les articles homonymes, voir De Cock et de Cock.
Olivier De Cock, né le 9 novembre 1975 à Eeklo, est un footballeur international belge qui joue au poste d'arrière droit.

## Carrière
Formé au club, Olivier devient professionnel en 1995. Il fait ses débuts le 29 novembre 1996 contre le KAA La Gantoise. D'abord remplaçant d'Éric Deflandre, ce n'est seulement qu'après le départ de ce dernier qu'il s'impose réellement. Pendant quatre saisons, son jeu très offensif et son excellent centre feront de lui une pièce maitresse du dispositif de l'entraîneur norvégien, Trond Sollied.
Le 12 octobre 2002, il dispute son premier match avec l'équipe nationale belge contre Andorre. Il compte en tout 12 sélections (11 caps) entre 2002 et 2005.
Malheureusement, en avril 2004, De Cock subit une très lourde opération aux chevilles qui l'éloigne longtemps des terrains. Depuis il ne parvient pas retrouver ni son meilleur niveau ni sa place de titulaire, barré au FC Bruges par le danois Brian Priske. En janvier 2007, il est retrogradé dans le noyau B du club et doit se chercher un nouveau club.
Le 31 août 2007, il est finalement prêté une saison au Fortuna Düsseldorf. Le 4 juillet 2008, il décide de casser son contrat à l'amiable avec le FC Bruges et rejoint SC Rot-Weiss Oberhausen.
Depuis 2010, il est de retour en Belgique, au KV Ostende puis au KSV Roulers.

## Palmarès
- Champion de Belgique en 1996, 1998, 2003 et 2005
- Vainqueur de la Coupe de Belgique en 1996, 2002, 2004, 2005 et 2007
- Vainqueur de la Super-Coupe de Belgique en 1996, 1998, 2001, 2002, 2004 et 2005